# Bistum Hallam
Das Bistum Hallam (lat. Dioecesis Hallamensis, englisch Diocese of Hallam) ist eine im Vereinigten Königreich gelegene römisch-katholische Diözese mit Sitz in Sheffield, Landesteil England.

## Geschichte
Das Bistum Hallam wurde am 30. Mai 1980 durch Papst Johannes Paul II. mit der Apostolischen Konstitution Qui arcano Dei aus Gebietsabtretungen der Bistümer Leeds und Nottingham errichtet und dem Erzbistum Liverpool als Suffraganbistum unterstellt. Da die Church of England 1917 ein Bistum Sheffield geschaffen hatte, wurde für die katholische Gründung ein anderer Name gewählt. Er leitet sich vom Hallamshire, dem ehemaligen Namen des Gebietes, ab.

## Bischöfe von Hallam
- Gerald Moverley, 1980–1996
- John Rawsthorne, 1997–2014
- Ralph Heskett CSsR, seit 20. Mai 2014[3]